# Responsabilidad
La responsabilidad es un valor que está en la conciencia de la persona que estudia la Ética sobre la base de la moral.
Puesto en práctica, se establece la magnitud de dichas acciones y de cómo afrontarlas de la manera más positiva e integral para ayudar en un futuro.
Una persona se caracteriza por su responsabilidad porque tiene la virtud no solo de tomar una serie de decisiones de manera consciente, sino también de asumir las consecuencias que tengan las citadas decisiones y de responder de las mismas ante quien corresponda en cada momento.

## Etimología
La palabra responsabilidad proviene del latín responsum, que es una forma de ser considerado sujeto de una deuda u obligación.

## La responsabilidad vista desde la filosofía
En la tradición kantiana, la responsabilidad es la virtud individual de concebir libre y conscientemente los máximos actos posibles universalizables de nuestra conducta. Para Hans Jonas, en cambio, la responsabilidad es una virtud social que se configura bajo la forma de un imperativo que, siguiendo formalmente al imperativo categórico kantiano, ordena: “obra de tal modo que los efectos de tu acción sean compatibles con la permanencia de una vida humana auténtica en la Tierra”. Dicho imperativo se conoce como el principio de responsabilidad. Según Nietzsche la responsabilidad es esencial en el ser humano, ya que no es por cuestiones divinas lo que nos sucede, es por nuestras decisiones.

## Principios de la responsabilidad
El cumplimiento responsable en nuestra labor humana, sea cual fuere, se regiría por principios como:
1. Reconocer y responder a las propias inquietudes y las de los demás.
2. Mejorar sin límites los rendimientos en el tiempo y los recursos propios del cargo que se tiene.
3. Reporte oportuno de las anomalías que se generan de manera voluntaria o involuntaria.
4. Planear en tiempo y forma las diferentes acciones que conforman una actividad general.
5. Asumir con prestancia las consecuencias que las omisiones, obras, expresiones y sentimientos generan en la persona, el entorno, la vida de los demás y los recursos asignados al cargo conferido.
6. Promover principios y prácticas saludables para producir, manejar y usar las herramientas y materiales que al cargo se le confiere.

## Ámbito jurídico
La responsabilidad jurídica surge cuando el sujeto transgrede un deber de conducta señalado en una norma jurídica que, a diferencia de la norma moral, procede de algún organismo externo al sujeto, principalmente el Estado, y es coercitiva. Son normas jurídicas porque establecen deberes de conducta impuestos al sujeto por un ente externo a él, la regla puede ser a través de prohibiciones o de normas imperativas inmorales. La responsabilidad es el complemento necesario de la libertad.
El uso jurídico de la palabra proviene de  poco antes de la Revolución francesa, por influencia del inglés. El término habría aparecido en el Derecho Constitucional inglés.
Así la responsabilidad debe entenderse, desde la perspectiva de una persona que ejecuta un acto libre, como la necesidad en la que se encuentra la persona de hacerse cargo de las consecuencias de sus actos.
El efecto contradictorio de una persona con las normas jurídicas ocasiona una reacción por parte del Derecho (o la sociedad) contra el sujeto que viola dichas normas. La manifestación de dicha reacción por parte del derecho se presenta mediante sanciones impuestas por el Estado.